# ریاضیات محاسباتی

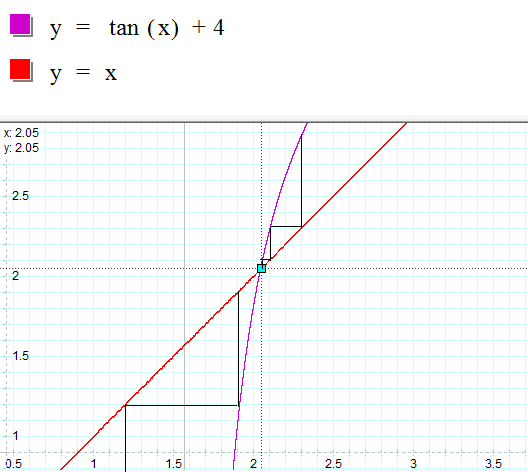
ریاضیات محاسباتی شامل پژوهش ریاضی در شاخه‌هایی از علوم است که محاسبه نقش مهم و کلیدی ایفا می‌کند.

ریاضیات محاسباتی شامل پژوهش ریاضی در شاخه‌هایی از علوم است که محاسبه نقش مهم و کلیدی ایفا می‌کند. منظور از محاسبه، الگوریتم‌ها، روش‌های عددی و روش‌های نمادین است. محاسبه در پژوهش پیشرو است. ریاضیات محاسباتی در دهه ۱۹۵۰ میلادی به عنوان شاخه‌ای متفاوت از ریاضیات کاربردی پدید آمد.
- علم محاسبات، یا محاسبات علمی یا مهندسی محاسباتی یا مهندسی و علم محاسبه
- حل مسائل ریاضی با شبیه‌سازی کامپیوتری بر خلاف روش‌های تحلیلی ریاضی کاربردی[۲]
- روش‌های عددی مورد استفاده در محاسبات علمی مانند جبر خطی عددی، حل عددی معادلات دیفرانسیل جزئی
- روش‌های تصادفی مانند روش‌های مونت کارلو و سایر نمایش‌های عدم قطعیت در محاسبات علمی به طور مثال اجزاء محدود تصادفی
- ریاضیات محاسبات علمی که از منظر ریاضی شامل اثبات‌های ریاضی است مانند آنالیز عددی و نظریه روش‌های عددی و از منظر علوم نظری رایانه شامل نظریه محاسبات و پیچیدگی محاسباتی
- محاسبات نمادین و دستگاه‌های جبر کامپیوتری
- پژوهش به کمک کامپیوتر در شاخه‌های مختلف ریاضی مانند منطق (اثبات یارانه‌ای برهان)، ریاضیات گسسته، و ...[۳]
- زبان‌شناسی محاسباتی، استفاده از تکنیک‌های ریاضی و کامپیوتر در زبان‌های طبیعی[۴]
- هندسه جبری محاسباتی
- نظریه گروه محاسباتی
- هندسه محاسباتی
- نظریه اعداد محاسباتی
- توپولوژی محاسباتی
- آمار محاسباتی
- نظریه الگوریتمی اطلاعات
- نظریه الگوریتمی بازی‌ها